# 遮阳帽

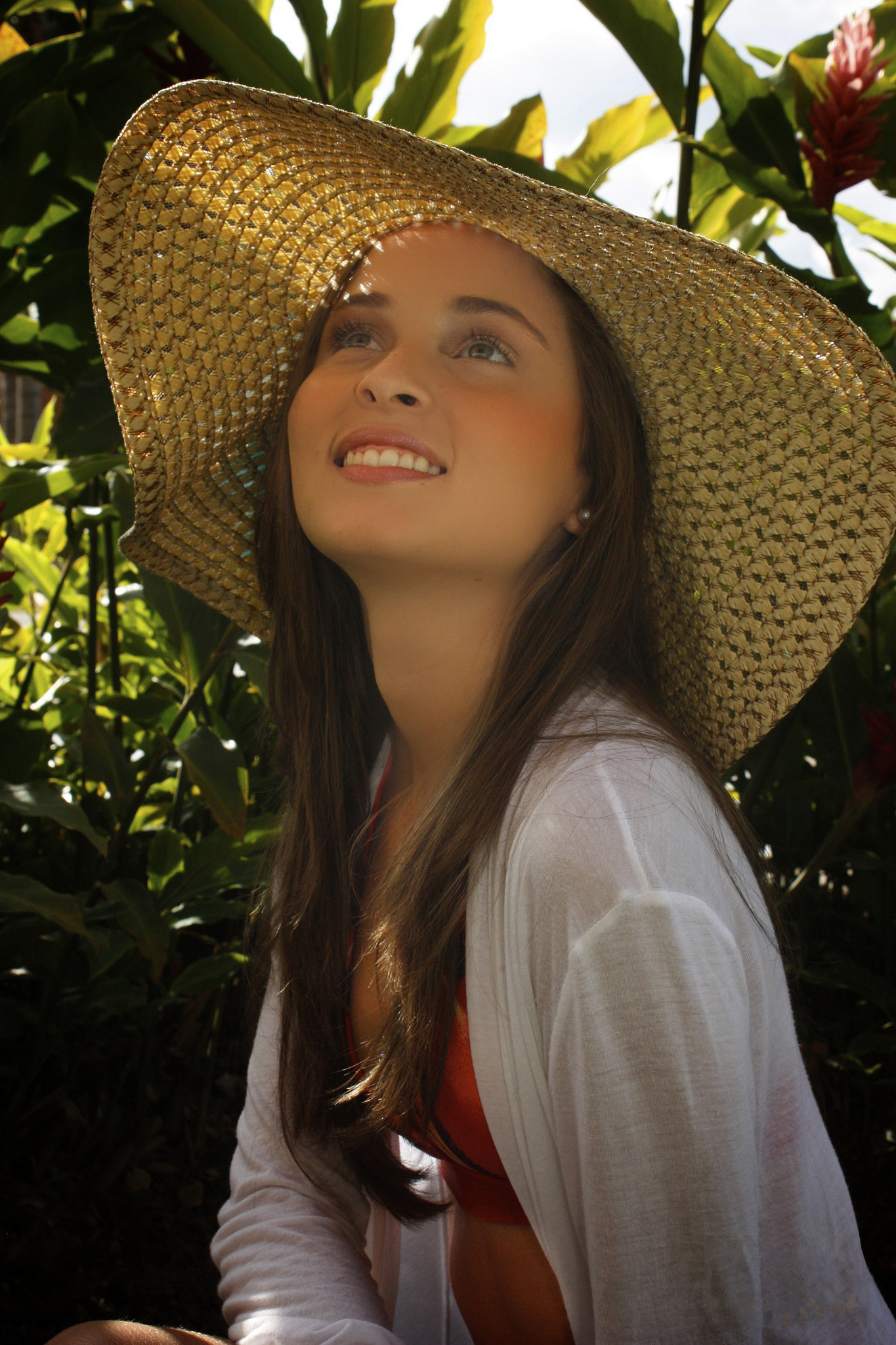

遮阳帽泛指全周拥有横沿、足够为面部、颈部和肩部都遮挡日光直晒的宽边帽子，可以由各种材料制成，包括草帽、斗笠、木髓帽等等。遮阳帽在世界各地都被使用，但是在热带地区尤为常见，主要用来为从事户外运动和工作的人提供一些防止紫外线晒伤的保护。不同地区的遮阳帽的风格各异，但帽沿宽度通常至少在4—7英寸（10—18）以上。

## 图集

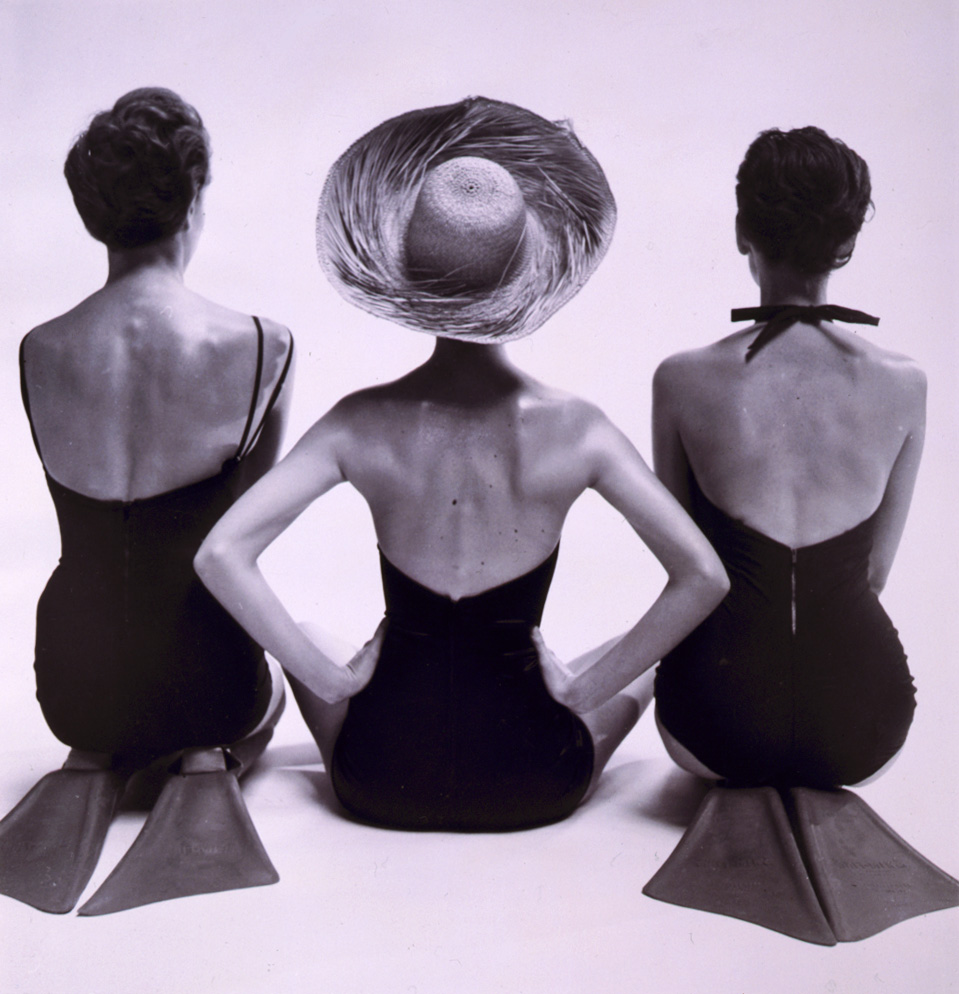
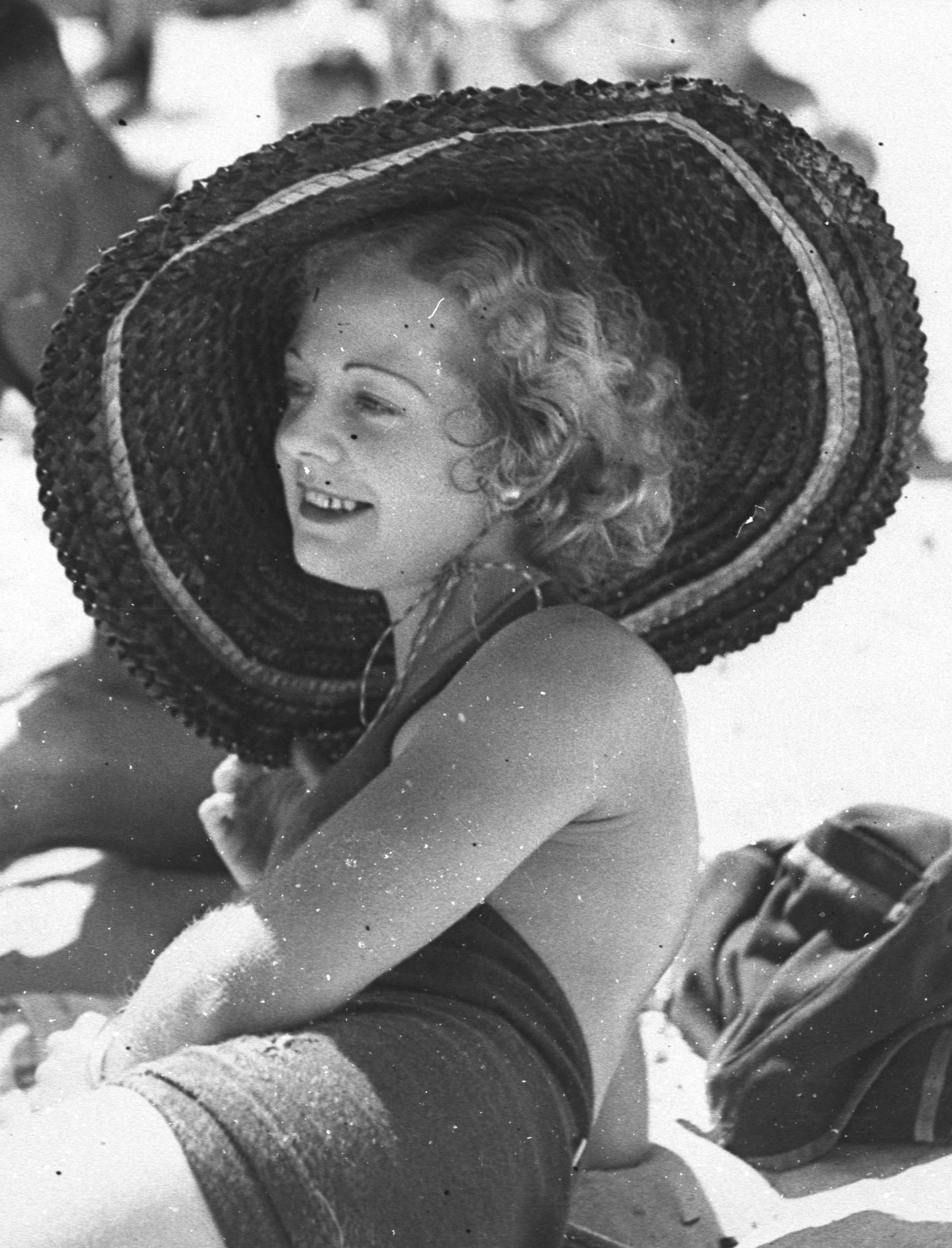
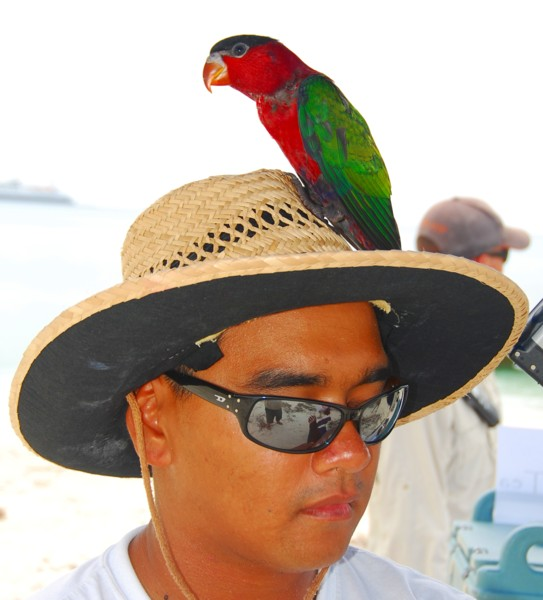
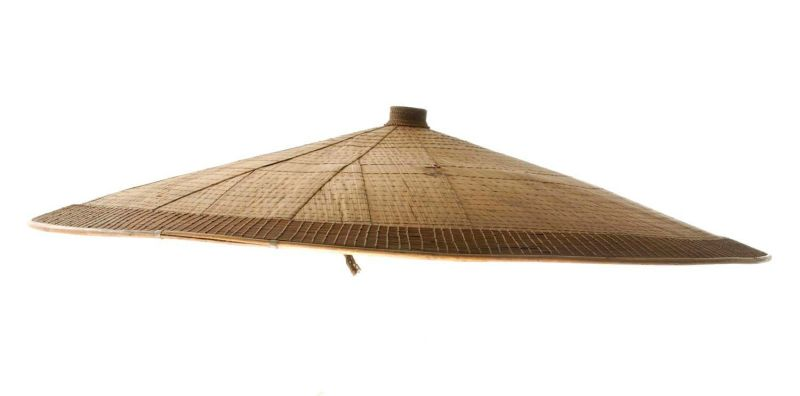
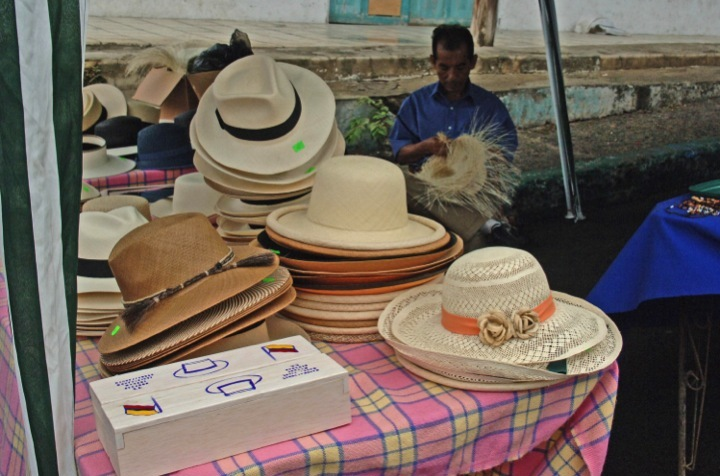
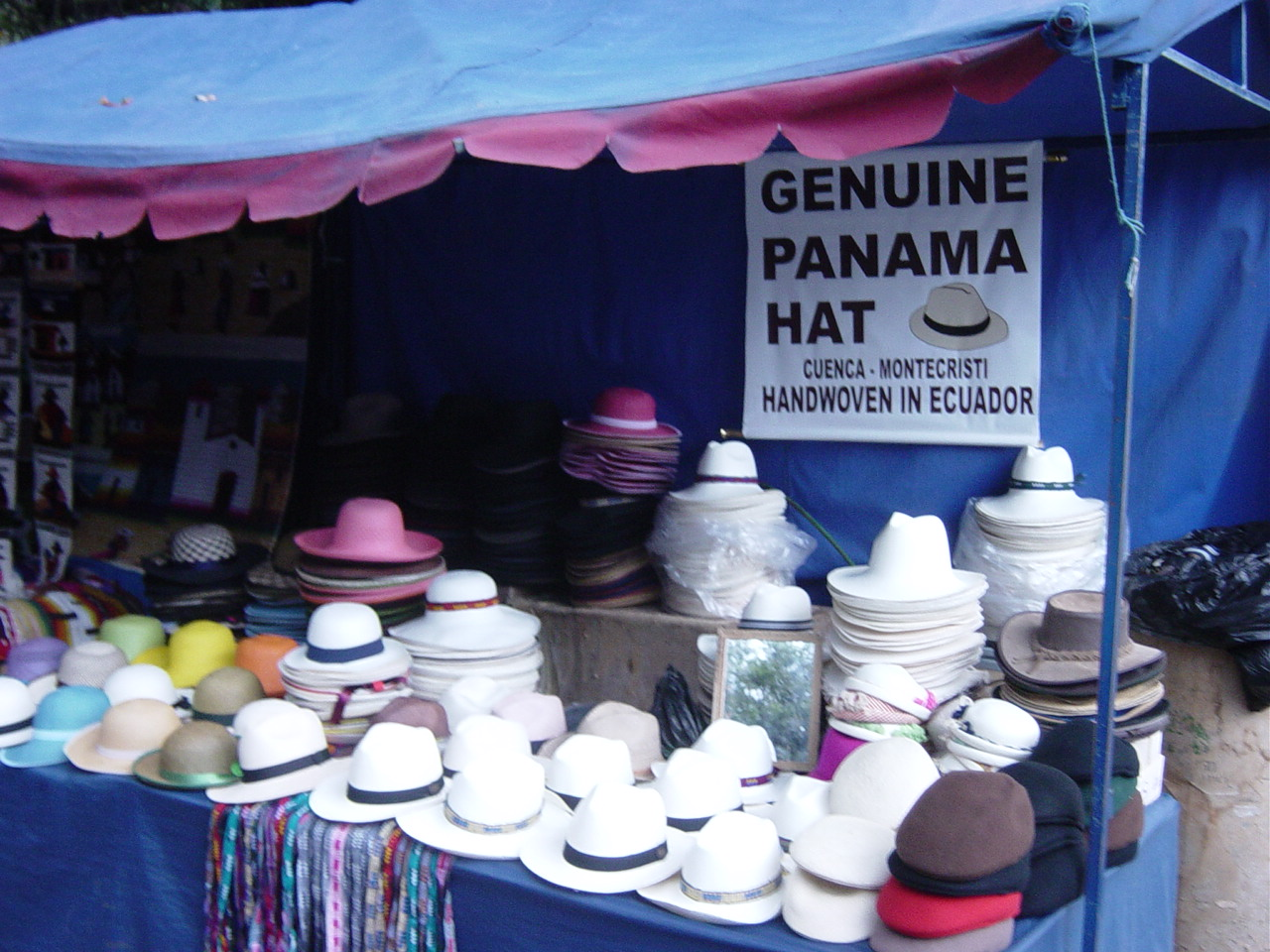
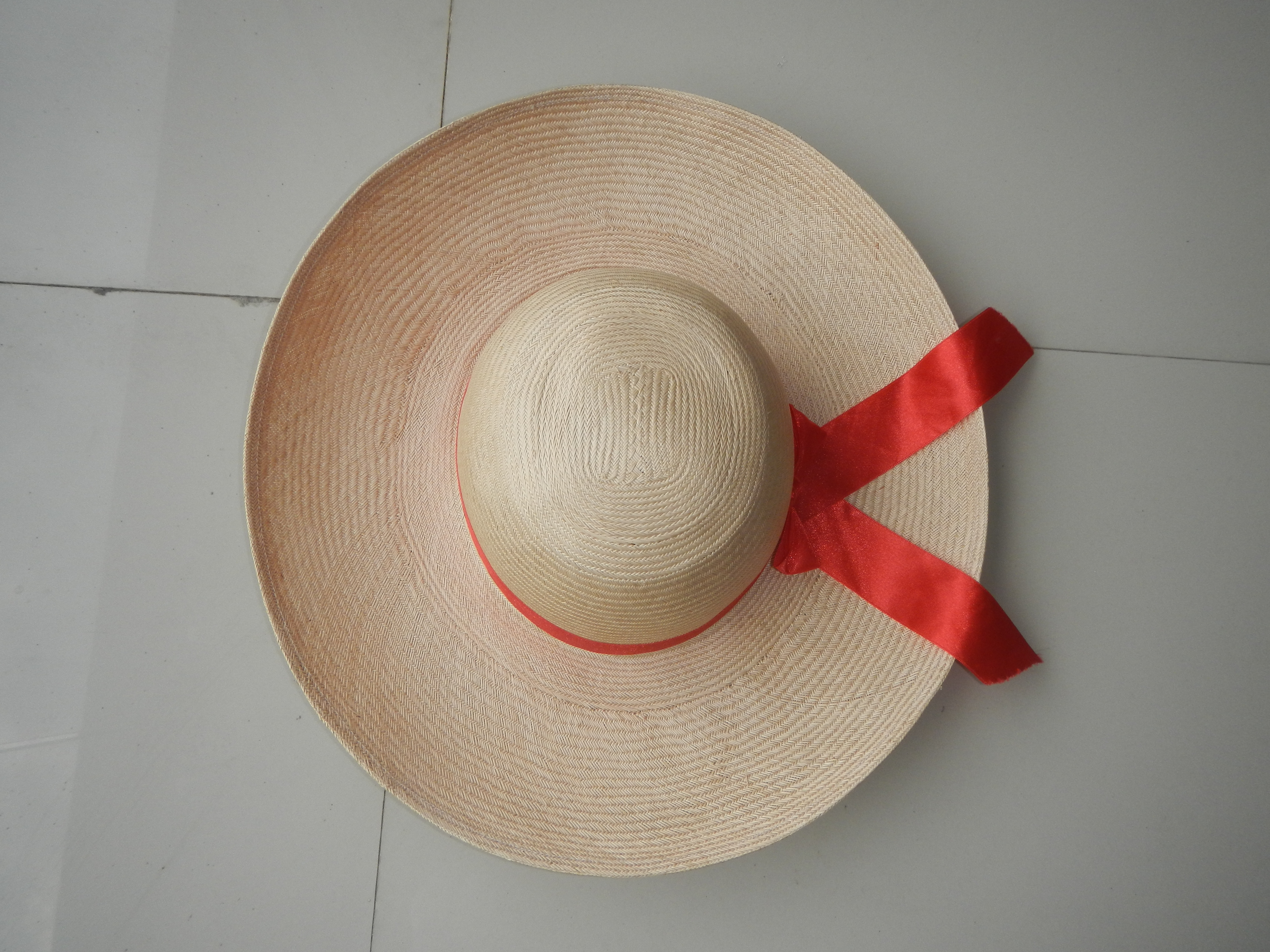